# Junona
Junona je bila v rimski mitologiji najvišja boginja, sestra in hkrati žena vrhovnega boga Jupitra, ter zavetnica mesta Rim. Bila je tudi boginja neba, zakona in družine. V grški mitologiji je bila Junoni enakovredna boginja Hera. Junoni je bil posvečen mesec junij, ki se še danes imenuje po njej, njena sveta žival pa je bila pav.
Junona je bila hči boga Saturna in boginje Ops, sama pa je mati bogov Marsa in Vulkana. Skupaj z Minervo in Jupitrom je predstavljala kapitolinsko trojico, ki je varovala rimsko državo.